# 鐵霸王
鐵霸王（英語：Iron Monger），是漫威漫畫一個虛構的超級反派的代號。第一個使用該名號的是奧巴迪亞·施坦（Obadiah Stane），初次登場於《鋼鐵人》第163期（1982年十月），由作家丹尼斯·歐奈爾和畫家盧克·麥克唐諾爾所創作。

## 虛構人物傳記

### 其他的鐵霸王
在奧比戴亞死後，其裝甲被美國政府回收，在路易斯·海威斯將軍的指揮下由近衛兵操作與美國特工進行戰鬥訓練。

### 西基·施坦
以西基·「西基」·施坦是奧巴迪亞的兒子，為了替父親向鋼鐵人復仇而使用父親的名字行動。

## 其他媒體

### 電影
- 漫威電影宇宙：由傑夫·布里吉飾演奧巴迪亞·施坦。
  - 《鋼鐵人》（2008年）

### 電視劇
- 《鋼鐵人：裝甲冒險》：奧巴迪亞·施坦由麥肯齊·格雷（英语：Mackenzie Gray）配音[3]。
- 漫威電影宇宙
  - 《無限可能：假如…？》第一季（2021年）：動畫劇集，由基夫·范登霍伊維爾（英语：Kiff VandenHeuvel）聲演奧巴迪亞·施坦。

## 資料來源
1. ↑  Captain America #354
2. ↑  Matt Brady. . Newsarama. 2008-02-11  [2008-02-11]. （原始内容存档于2008-12-15）.
3. ↑  "New Cast Information On Upcoming "Iron Man: Armored Adventures" Series" （页面存档备份，存于） James Harvey, Toon Zone, October 01, 2008

## 外部連結
- 鐵霸王 （页面存档备份，存于） 在 Marvel.com